# Доходный дом купцов Архангельских
Доходный дом купцов Архангельских — памятник архитектуры, расположенный в городе Москве.

## История
Дошедшая до нас история здания начинается с 1834 года. В то время владельцем имения являлся титулярный советник Я. Н. Турунов. На участке располагались две постройки: главный дом в два этажа с галереей на каменных столбах, повёрнутый лицом к Неглинной улице, и деревянный нежилой флигель со стороны Нижнего Кисельного переулка. В 1844 усадьба претерпевает первую реконструкцию, в ходе которой второй этаж главного дома приобретает железный балкон, а вместо старого флигеля возводится новое каменное здание в два этажа с галереей.
В 1876 году особняком владел род Ладыжинских, в том же году владение переходит в собственность разбогатевшего государственного крестьянина А. И. Архангельского, при котором усадьба вновь реконструируется: перестраиваются существующие строения, а также по проекту архитектора, реставратора и общественного деятеля М. Д. Быковского слева от главного дома возводится новое трёхэтажное здание.
Следующим хозяином имения в 1882 году становится сыновья А. И. Архангельского Алексею и Михаилу Алексеевичам. В 1886 году они сдают в аренду первый этаж купцу 2-й гильдии звенигородскому мещанину Ивану Леонову, который открыл там трактир.
Спустя 7 лет по проекту архитектора О. Г. Пиотровича владение было перестроено, все здания слились в один объём, фасады которого были украшены разнообразной эклектической лепниной. Под домом течёт ручей, заключённый в коллектор и некогда являющийся одним из притоков реки Неглинки.
До Октябрьской революции в нижней части архитектурного сооружения находились разнообразные торговые лавки, а в верхней — сдававшиеся в аренду жилые квартиры.
В СССР в стенах здания располагались коммунальные квартиры. В 1990-е годы особняк был в очередной раз перестроен, после чего он превратился в офисный центр.
В настоящее время доходный дом купцов Архангельских является одним из исторически ценных градоформирующих объектов.